# Sequestro dell'autobus a Manila
Il sequestro dell'autobus a Manila del 2010 fu un grave fatto di sangue provocato dall'ex poliziotto filippino Rolando Del Rosario Mendoza che, il giorno 23 agosto 2010, prese in ostaggio sotto la minaccia delle armi i passeggeri, fra cui molti cittadini di Hong Kong, di un autobus turistico che si trovava a Manila, nelle Filippine, presso il Parco Rizal, nel pieno centro della capitale asiatica.
Il sequestro si concluse tragicamente dopo undici ore di trattative fra il Mendoza e le autorità locali con un intempestivo intervento armato della Polizia che provocò la reazione dell'uomo che uccise 8 fra i presenti a bordo dell'autobus e che rimase a sua volta ucciso nello scontro a fuoco.
Il fatto di sangue provocò furiose reazioni da parte del Governo cinese di Hong Kong che sfociarono in gigantesche proteste di massa contro le autorità filippine a cui parteciparono 80 000 persone  e alle quali seguì una vera e propria crisi diplomatica fra i due Paesi risolta solo quasi quattro anni più tardi, quando il sindaco di Manila José Estrada dovette recarsi a Hong Kong a esprimere "profondo cordoglio e tristezza" per quanto avvenuto e rifondere i famigliari delle vittime cinesi con congrui risarcimenti in denaro.